# Macroanaxipha macilenta
Macroanaxipha macilenta är en insektsart som först beskrevs av Henri Saussure 1897.  Macroanaxipha macilenta ingår i släktet Macroanaxipha och familjen syrsor. Inga underarter finns listade i Catalogue of Life.